# 卡斯塔爾山
46°56′43″N 12°21′47″E / 46.94528°N 12.36306°E

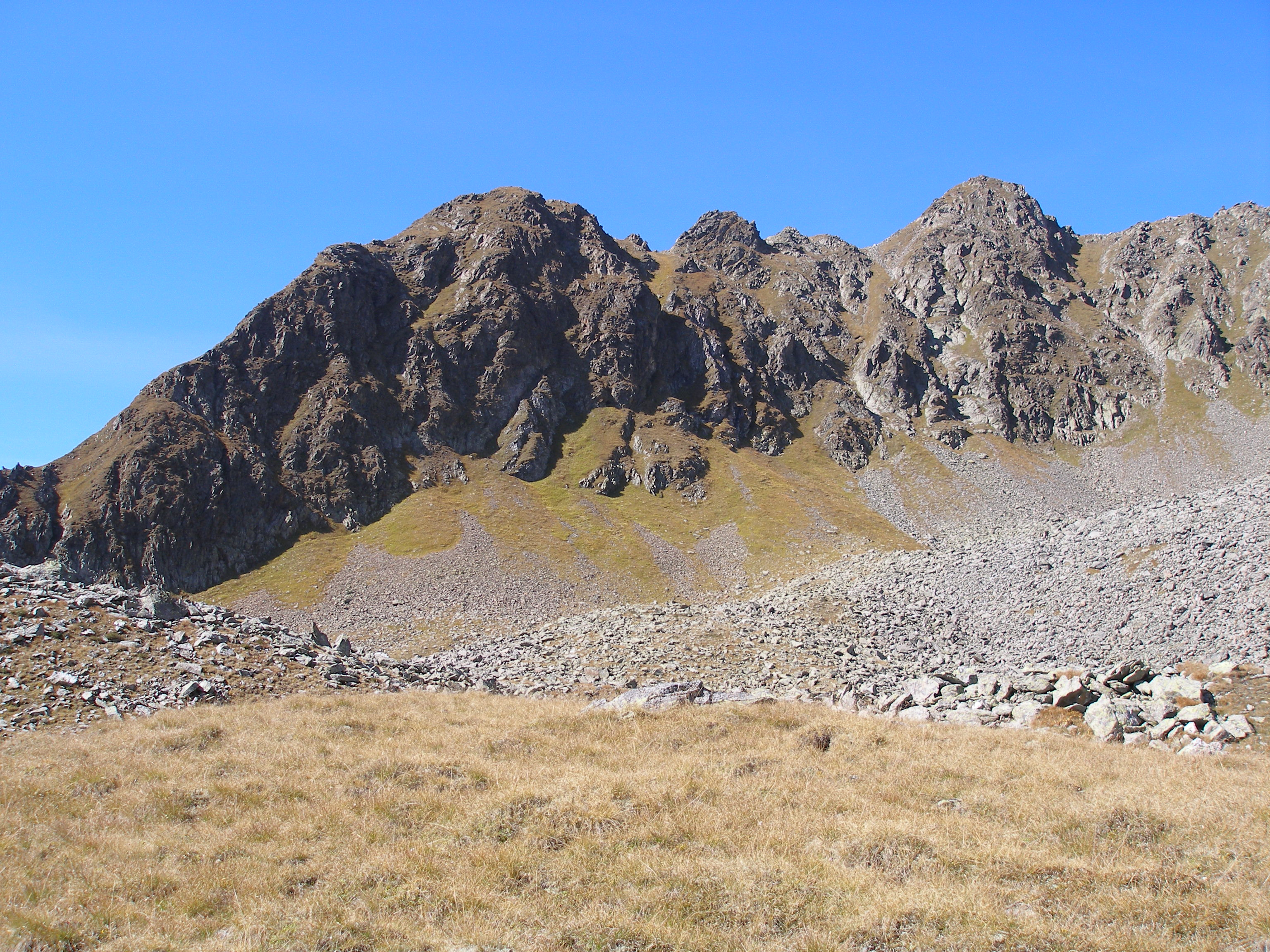

卡斯塔爾山（德語：Kastal），是奧地利的山峰，位於該國西部，由蒂羅爾州負責管轄，屬於維內迪傑山脈的一部分，距離德弗雷根谷地聖法伊特3小時步程，海拔高度2,776米。